# Pajęczno
Pajęczno is een stad in het Poolse woiwodschap Łódź, gelegen in de powiat Pajęczański. De oppervlakte bedraagt 20,21 km², het inwonertal 6731 (2005).